# Bridget Forrester
Bridget Forrester is een personage uit de Amerikaanse soapserie The Bold and the Beautiful. Ze werd op het scherm geboren op 30 december 1992 en ze werd intussen al een aantal keer verouderd om het personage meer verhaallijn te geven. Ashley Jones speelt de rol sinds 2004.

## Personagebeschrijving
Bridget is de dochter van Brooke Logan en Eric Forrester, ze heeft één broer Rick Forrester. Langs haar vaders kant heeft ze nog een halfbroer Thorne en drie halfzussen; Kristen, Felicia en Angela (Angela was al overleden voor Bridget geboren werd). Tot eind 2002 dacht ze dat Ridge ook haar halfbroer was, maar toen kwam aan het licht dat hij de zoon was van Massimo Marone. Langs haar moeders kant heeft ze nog een halfzus Hope Logan en twee halfbroers R.J. Forrester en Jack Marone.
Op de trouwdag van Ridge en Taylor ontdekte Brooke dat ze zwanger was. Brooke dacht dat Ridge de vader was en probeerde het huwelijk te verhinderen maar slaagde daar niet in. Brooke vertelde het nieuws later aan Ridge, die dacht dat het kind van Eric was, maar dan zei Brooke dat hij de vader was. Toen Eric het hoorde zei hij dat hij ook de vader kon zijn omdat hij ook nog met Brooke geslapen had, toen zij op een avond gedronken had. Brooke, die zich dit niet meer kon herinneren, was erg kwaad omdat er nu een vaderschapstest moest gedaan worden. Brooke was erg eenzaam en na een ruzie met Taylor ging ze naar de chalet in Big Bear, waar ze haar weeën kreeg. Ridge kwam ook naar daar en hielp haar bij de bevalling. Er werd een vaderschapstest gedaan. Sheila Carter, de nieuwe vrouw van Eric wilde de etiketten op de bloedstalen verwisselen omdat ze vreesde dat Eric de vader was. Veiligheidsagent Mike Guthrie betrapte haar en draaide de stalen rond zodat ze niet meer wisten van wie welke staal was en dus ook de uitslag van de test zou niet volledig juist zijn. Ridge werd aangeduid als vader en Brooke besloot om het kind Bridget te noemen, een samenstelling van Brooke en Ridge.
In 1996 kwam Sheila uit een inrichting en probeerde ze haar vriendschap met Brooke te herstellen, zij wees Sheila echter af. Brooke was inmiddels met Ridge getrouwd en ze leefden samen als een gelukkig gezinnetje. Dan vond Ridge een brief waarin stond dat Brooke de dokter die de vaderschapstest gedaan had had omgekocht. Er stond in dat ze de uitslag niet wilde weten of het kind nu van Ridge was of van Eric. Brooke ontkende dit en de enige die haar verhaal kon bevestigen was dokter Tracy Peters, die echter de dag ervoor vermoord werd. Men vermoedde dat Sheila de brief had geschreven, maar dit kon niet bewezen worden. Na een nieuwe test bleek dat Eric de biologische vader was van Bridget.